# Lew Kowarski
Lew Kowarski, né le 10 février 1907 à Saint-Pétersbourg (Russie) et mort le 30 juillet 1979 à Genève, est un physicien et chimiste naturalisé français. 
Diplômé en ingénierie chimique à l'université de Lyon et docteur en sciences à l'université de Paris. Il participa au développement de la physique nucléaire et à la création des premiers réacteurs nucléaires canadien et français.

## Biographie

### Jeunesse
Lew Kowarski est le fils d'un homme d'affaires russe Nicolas Kowarski de confession juive et d'une chanteuse d'origine ukrainienne de confession chrétienne Olga Vlassenko. Ses parents ne purent se marier du fait, entre autres, du climat antisémite qui régnait alors dans l'Empire russe à l'époque et se séparèrent avant sa quatrième année.
Enfant, il se découvre des intérêts pour la musique et la science.
Lors la révolution russe en 1918, il quitte Saint-Pétersbourg avec son père et s'installe à Vilnius. Il y reste cinq ans et décide en 1923 de partir étudier en Europe de l'Ouest.

### Études et recherches
Il reste deux ans à Gand en Belgique, où il étudie la chimie puis arrive, en 1925, à Lyon où il rejoint l'École supérieure de chimie industrielle de Lyon.
Durant son séjour à Lyon, il obtient son baccalauréat en candidat libre puis son diplôme d'ingénieur chimiste en 1928.
Il part ensuite pour Paris où il rejoint l'université tout en travaillant à mi-temps comme secrétaire de bureau d'étude dans une usine de production de tuyauterie de gaz.
Il obtient en 1931 un autre baccalauréat en sciences. Décidé à se consacrer à la science, il rejoint le laboratoire du prix Nobel Jean Perrin où il étudie et travaille bénévolement tout en conservant son emploi à mi-temps.
Il y soutient sa thèse sur la croissance des cristaux en 1935.
Avec l'appui de Jean Perrin, il rejoint ensuite, toujours à mi-temps et bénévolement, l'Institut du radium et plus tard le Collège de France sous la direction de Frédéric Joliot-Curie. Il y étudie la radioactivité et la physique nucléaire. En 1937, il obtient une bourse de la Caisse nationale de la recherche scientifique et commence à vivre partiellement de la science.
En 1938, il travaille avec Hans von Halban, ayant rejoint le groupe depuis l'année précédente, sur le comportement de divers éléments sous flux neutronique.
À partir de l'automne 1938, il est embauché à temps plein en tant que scientifique et quitte son emploi à mi-temps.
Le 6 janvier 1939, Otto Hahn publie les résultats de sa découverte de traces de baryum à la suite d'un bombardement d'uranium par des neutrons. Frédéric Joliot-Curie comprend immédiatement que ces résultats sont dus à la fission nucléaire du noyau d'uranium, conclusion tirée quelques jours plus tôt par Otto Frisch et Lise Meitner.
En février 1939, Joliot, Kowarski et von Halban réalisent une expérience montrant la production de neutrons lors de la fission du noyau d'uranium et démontrent ainsi la possibilité de produire des réactions nucléaires en chaîne.
Le 4 mai 1939 Joliot, von Halban et Kowarski déposent via la Caisse nationale de la recherche scientifique trois brevets. Les deux premiers sont en vue de production d'énergie nucléaire, dits « Cas no 1 » et « Cas no 2 » ou encore « Cas A » et « Cas B ». Le dernier brevet, et le plus important, « Cas no 3 » ou encore « Cas C », a pour titre « Perfectionnement aux charges explosives ». Ce brevet est le dépôt intellectuel de la bombe atomique et il est déposé sous le numéro provisoire no 445686.
Kowarski était depuis son arrivée en France dans une situation administrative particulière. Né à Saint-Pétersbourg, dans ce qui était à l'époque l'empire russe, il avait fui la révolution pour Vilnius qui avait été deux années plus tard intégrée au territoire de la Pologne à la suite de la guerre soviéto-polonaise. Ses papiers d'identité datant de la Russie impériale n'étant plus valides, il avait quitté Vilnius avec un passeport polonais acquis illégitimement. En 1939, entre autres du fait qu'une occasion de participer à une conférence à Liège s'était présentée à lui et nécessitait donc un voyage à l'étranger, il décida, avec l'appui de Frédéric Joliot et de Jean Perrin, de régulariser sa situation.
Il fut naturalisé français le 16 novembre 1939.

### Seconde Guerre mondiale et développement de réacteurs nucléaires
Au cours de ces recherches, les  événements de la Seconde Guerre mondiale forcent von Halban et Kowarski à s'enfuir en Angleterre en 1940, où ils poursuivent leurs travaux à Cambridge (commission MAUD) et apportent des preuves importantes que la construction d'un réacteur permettant une réaction en chaine contrôlée était possible en disposant de l'oxyde d'uranium dans une sphère contenant de l'eau lourde.
Lew Kowarski part ensuite au Canada en 1944, où il participe à Montréal aux débuts du Projet Manhattan. En septembre 1944, il se rend à Chicago et visite les installations du réacteur Chicago Pile-3 (CP-3), premier réacteur nucléaire modéré à l'eau lourde ayant divergé en mai 1944. Il dirige à Chalk River la construction de ZEEP, le premier réacteur nucléaire canadien, premier réacteur nucléaire hors des États-Unis en 1945.
Revenu en France en 1946, il participe ensuite, au  commissariat à l'énergie atomique, au développement du premier réacteur nucléaire français, la pile Zoé, en tant que directeur scientifique sous la supervision de Frédéric Joliot-Curie. Il participe ensuite au développement du second réacteur nucléaire français EL-2 qui diverge en 1952 à Saclay.

### Conservatoire national des arts et métiers
Lew Kowarski est professeur titulaire de la chaire « Physique appliquée à la science et à l'industrie nucléaire » du Conservatoire national des arts et métiers de 1951 à 1952. 

### Carrière au CERN
Il participe également en 1952 à la création du CERN, dont il fait partie dès 1953.
Il sera également professeur à l'université de Boston, et y donnera des enseignements sur les relations entre la science et l'humanité.
Après son départ à la retraite en 1972, il se consacra à l'enseignement et devint conseiller auprès des Nations unies.

### Décès
Il meurt le 27 juillet 1979 à Genève, d'une hémorragie cérébrale et des suites d'une longue maladie.

## Archives
En 1940, James Chadwick avait envoyé les travaux de von Halban et Kowarski de Cambridge à la Royal Society, en lui demandant de garder les papiers, car il ne convenait pas de les publier pendant la guerre.
En 2007, la Royal Society découvre les documents au cours d'un audit de ses archives.
Les documents contenaient des résultats expérimentaux détaillés et indiquaient les composants nécessaire pour fabriquer un réacteur, comment produire du plutonium à partir d'uranium ainsi qu'une méthode pour stabiliser une réaction en chaîne.

## Récompenses
Il est officier de la Légion d'honneur, membre de la Société nucléaire américaine, et récipiendaire d'un prix d'honneur de la commission de l'énergie atomique des États-Unis (AEC), qui a précédé l'Autorité de sûreté nucléaire américaine (NRC).